# The Hessian Renegades
The Hessian Renegades è un cortometraggio muto del 1909 diretto da David W. Griffith. Sceneggiato dallo stesso regista insieme a Frank E. Woods, il film - di cui si conservano ancora delle copie - fu interpretato da Mary Pickford, Owen Moore e James Kirkwood.

## Trama
Durante la guerra di secessione americana, in un villaggio vecchi, donne e ragazzi si armano tutti quanti con ciò che riescono a trovare e vanno all'assalto della casa del loro vicino, occupata dai soldati dell'Assia, mercenari dell'esercito britannico, che hanno ucciso il figlio del loro amico, un giovane corriere americano che, per sfuggire alla cattura, aveva cercato rifugio nella casa di suo padre.

## Produzione
Il film fu prodotto dalla Biograph Company. Gli interni furono girati negli studios della Biograph di New York. Le riprese in esterni, furono fatte il 26 luglio e il 2 e 3 agosto a Cuddebackville nello stato di New York, località che offriva la possibilità di utilizzare per i set tutta una serie di antiche case americane in buono stato, in un primo tentativo di autenticità e di precisione storica

## Distribuzione
Distribuito dalla Biograph Company, il film uscì nelle sale statunitensi il 6 settembre 1909 titolato in vario modo: The Hessian Renegades, 1776 o anche 1776 or The Hessian Renegades

### La critica
G. Beylie, Cinémathèque pour vous, 6/7 gennaio - marzo 1973

1776 può essere apprezzato oggi di primo acchito per il fascino di Mary Pickford e per l'innocente seduzione della sentinella dell'Assia (Billy Quirk) e la sfilata subito dopo di Mary Pickford che indossa la divisa del soldato sedotto: ma tutto ciò è soltanto una sequenza in una storia piena di azione che passa quasi dal mélo alla tragedia. Nonostante la retorica e il convenzionale e pacchiano ritratto del "nemico", non si può fare a meno di aver compassione dell'uomo il cui figlio è stato ammazzato per capriccio e per frivolezza.  (...) L'abilità di Griffith nel concatenare azioni che si svolgono in diverse località, può essere illustrata da molti film. Ma in questo, riesce a seguire due azioni che accadono contemporaneamente, senza confondere lo spettatore.